# 月本愛
月本愛 （日语：月本愛，1994年12月9日—），日本前AV女優。所屬事務所是LINX。出身於神奈川縣。上野オークラ劇場的第3代吉祥物女孩。

## 個人簡歷
興趣是散步。
2016年出道的巨乳蘿莉系AV女優，在出道作失去處女。
2017年5月以成人影片製造商h.m.p的營業員工開始活動。
2017年6月被選為上野オークラ劇場的第3代吉祥物女孩。
2017年6月8日～6月11日在TAE（Taiwan Adult Expo）台灣成人博覽會演出。
2018年5月6日在Twitter上宣布於5月31日引退。
2018年6月30日刪除Twitter。

## 外部連結
- 月本愛 所属事務所 Archive.today的存檔，存档日期2016-10-27
- 月本愛(愛ぽん)@AV女優的X（前Twitter）（2016年3月28日 - 2018年6月30日）[]
- 月本愛 オフィシャルブログ（2016年3月29日 - 2018年） （页面存档备份，存于）
- 月本愛的Instagram帳戶 []